# 1713 au théâtre
| Années du théâtre : 1710 - 1711 - 1712 - 1713 - 1714 - 1715 - 1716    |
| Décennies du théâtre : 1680 - 1690 - 1700 - 1710 - 1720 - 1730 - 1740 |

## Pièces de théâtre publiées
- Mérope, tragédie de Scipione Maffei.

## Pièces de théâtre représentées
- 5 janvier : L’Irrésolu, comédie en cinq actes et en vers de Philippe Néricault Destouches, au Théâtre Français.
- 14 avril :  Cato, tragédie de Joseph Addison (texte intégral) (en)

## Naissances
- 2 janvier : Mademoiselle Dumesnil

## Décès
- 7 novembre : Elizabeth Barry, actrice anglaise, né en 1658.